# Страз
Стразы (от нем. Strass, по имени изобретателя, стекловара и ювелира конца XVIII века Г.  Штрасса) — имитации драгоценных камней, изготовленные из свинцового стекла с высокими показателем преломления и дисперсией.

## История
Стеклянные имитации драгоценных камней были известны и в средневековье, но название «страз» возникло благодаря эльзасскому ювелиру Георгу Штрассу (фр. Georges Frédéric Strass, 1701—1773), который в XVIII веке получил калиевое стекло с высоким содержанием свинца (в состав шихты входило более 50 % свинцового сурика Pb3O4) и использовал его в производстве бижутерии «под бриллианты». Полученное Штрассом стекло являлось свинцовым хрусталём (в современной классификации оптических стёкол — тяжёлый флинт), характеризующимся, вследствие высокого показателя преломления, сильным блеском, а вследствие высокой дисперсии — цветной игрой.
Наибольшее распространение получили бесцветные стразы, имитирующие бриллианты.
Окрашенные стразы — как и прочие стёкла — получают добавлением в исходную шихту соединений переходных металлов, ионы которых в составе стеклянной массы обеспечивают соответствующую окраску: соединения хрома и двухвалентного железа дают различные оттенки зелёного, трёхвалентного железа — желтоватого и коричневого, кобальта — синего.

## Копии и подделки
Стразы с характеристиками особо редких драгоценных камней создавали для их имитации, зачастую с целью мошенничества.

## Полудрагоценные стразы
В ряде случаев стразами называют любые имитации драгоценных камней и их подделки, а не только изделия из гранёного стекла. Так, в качестве материала стразов могут служить кристаллы горного хрусталя (аметист). Также широко распространены достаточно качественные подделки, состоящие из нескольких частей (дуплеты): корона делается из настоящего драгоценного камня, а павильон — из стекла.